# Бородихино
Бородихино — деревня в Тарском районе Омской области. Входит в состав Заливинского сельского поселения.

## История
Основана в 1723 г. В 1928 г. деревня Бородихина состояла из 51 хозяйства, основное население — русские. В составе Корневского сельсовета Евгащинского района Тарского округа Сибирского края.

## Население
| 1926 | 2002 | 2010 |
| ---- | ---- | ---- |
| 263  | ↘122 | ↘100 |